# Arcosanti
Arcosanti és una ciutat experimental de la fundació Cosanti fundada per Paolo Soleri i la seua muller Colly. Es tracta d'un laboratori urbà que es va començar a construir l'any 1970 sota les bases de l'Arcologia al desert d'Arizona.
S'aspira a fer una ciutat que creix verticalment en lloc d'horitzontalment, i que així ocupa menys sòl i té un menor impacte a l'entorn natural.
Una part del finançament d'Arcosanti prové de la venda de campanes fetes i foses d'argila i bronze in situ. El finançament addicional prové de donacions i quotes per als tallers.
El 2015 el projecte s'hi havia construït uns deu per cents dels habitatges i es preveia acabar el 2030. Paolo Soleri es va jubilar el 2011 i va morir el 2013. Joel Stein dirigeix el projecte des de 2017.